# 勞爾維爾 (愛荷華州)
勞爾維爾（英語：Lohrville）是一個位於美國愛荷華州卡爾霍恩縣的城市。

## 地理
勞爾維爾的座標為42°16′07″N 94°32′52″W / 42.26861°N 94.54778°W，而該地的平均海拔高度為351米（即1152英尺）。

## 人口
根據2010年美國人口普查的數據，勞爾維爾的面積為5.54平方千米，當中陸地面積為5.54平方千米，而水域面積為0.00平方千米。當地共有人口368人，而人口密度為每平方千米66人。